# Yechiva des étudiants de Paris
La Yechiva des étudiants de Paris (ou Centre hébraïque d’étude et de réflexion (CHER), est un institut d’études rabbiniques (Yechiva) fondé en 1987 par le rabbin Gérard Zyzek. Son objectif est d’initier les étudiants juifs à la tradition de pensée talmudique. 

## La Yechiva des étudiants
La première « Yechiva des étudiants » naît à Strasbourg dans le sillage de la guerre des Six-Jours et des événements de Mai 68 à l’initiative du rabbin Eliyahou Abitbol,et du rabbin Fernand Klapisch. Le rabbin Abitbol, élève de Léon Ashkenazi, puis du rabbin Shlomo Wolbe, est ensuite haver (compagnon d’étude) de rabbin Yehezkel Bretler, élève du Hazon Ish. À la demande du rabbin Yaakov Yisrael Kanievsky, dit le Steipler, il s’installe en France. Le Steipler encourage des jeunes talmudistes francophones à partir en France pour former des cadres pour accueillir les juifs d'Afrique du Nord rapatriés en France après l'indépendance de l'Algérie.
La Yechiva des étudiants de Strasbourg, dans les années 1970-1980, attire de jeunes juifs idéalistes, issus des mouvements estudiantins, de tendance gauchiste, qui abordent l’étude des textes talmudiques avec une grande liberté de ton. Parmi eux, le philosophe Benny Lévy.

## De Strasbourg à Paris
Le premier  Beth Hamidrash, embryon de la Yechiva des étudiants de Paris, ouvre au 6, place Jean Giraudoux en septembre 1987. À l’hiver 1989, le rabbin Raphaël Bloch rejoint l’équipe enseignante. Il a été formé à la yechiva de Mir et est l'élève du rabbin Nochum Partzovitz. 
Au fil des ans, l’activité de la Yechiva s’accroît, l’obligeant à déménager, à plusieurs reprises. Elle s’installe d’abord rue Vieille-du-Temple dans le Marais de 1994 à 1995, puis au 10 rue de Malte de 1996 à 2002 avant de passer au 10 rue Cadet de 2003 à 2015, en partenariat avec la synagogue Adas Yereim (aujourd'hui disparue). Sur place, la Yechiva dispose de logements pour les étudiants. Elle quitte la rue Cadet en 2015 pour rejoindre les locaux du 11, rue Henri-Murger et propose de nouveau, à partir de l’automne 2018, des logements étudiants. La Yechiva fini par s’installer au 9 Rue Vitruve en Septembre 2024 dans des locaux vastes et complètement rénovés.

## Les enseignements
À partir du début des années 2000, l’équipe enseignante s’agrandit, avec la participation d'élèves de longue date dans le cadre du projet « l’école des maîtres ». Parmi eux : Julien Darmon, Sébastien Berger, Haim Elbaz et Yehiel Klein. La yechiva encourage en outre l’étude féminine à travers les cours de Stéphanie Klein et de Hanna Levy. 
L'enseignement consiste en des études suivies du Talmud, des cours de Houmach avec le commentaire de Rachi, des études des ouvrages du Maharal de Prague.  Le cours du mardi soir du rabbin Zyzek traite des questions de société à la lumière de la tradition rabbinique, dans un esprit de dialogue.
La yechiva organise, au moins une fois l'an, une journée d’étude avec des intervenants extérieurs. 
Son gala annuelinclut des personnalités, comme le Grand-rabbin de France Haïm Korsia, les chanteurs Enrico Macias et CharlÉlie Couture, les professeurs José Sahel et Michel Lejoyeux et Claude Riveline.
Elle publie une revue, Pilpoul.